# Sanicula giraldii
Sanicula giraldii är en flockblommig växtart som beskrevs av H.Wolff. Sanicula giraldii ingår i släktet sårläkor, och familjen flockblommiga växter.

## Underarter
Arten delas in i följande underarter:
- S. g. giraldii
- S. g. ovicalycina